# Jacques Van Rillaer
Jacques Van Rillaer, né le 14 février 1944 à Louvain, est un psychologue et ancien psychanalyste belge, spécialiste des thérapies cognitivo-comportementales. Il est professeur émérite à l’université catholique de Louvain et à l’université Saint-Louis - Bruxelles, et mène des recherches historiques et critiques sur la psychanalyse, la vie et l'œuvre de Sigmund Freud.

## Biographie

### Réorientation de jeunesse
Cette section ne s'appuie pas, ou pas assez, sur des sources secondaires ou tertiaires indépendantes du sujet. Le texte peut contenir des analyses inexactes ou inédites de sources primaires.
Pour l'améliorer, ajoutez-en, ou placez des modèles {{Source secondaire souhaitée}} ou {{Source secondaire nécessaire}} sur les passages mal sourcés. (mai 2024)
En 1962, il veut devenir prêtre et rejoindre l'ordre dominicain. Ses parents lui ayant demandé de différer cet engagement d'au moins un an, il choisit d' « aider son prochain » en entreprenant des études de psychologie. 
Diverses lectures comme en particulier certaines sur l'Inquisition, ainsi que La guérison par l'esprit de Stefan Zweig, « ami fidèle de Freud », ont provoqué sa « réorientation : [...] devenir psychothérapeute plutôt que Frère prêcheur ». Or « à l’époque, qui pensait psychothérapie pensait psychanalyse ».
De 1965 à 1979, il est donc membre de l'école belge de psychanalyse.

### Parcours académique
Cette section ne s'appuie pas, ou pas assez, sur des sources secondaires ou tertiaires indépendantes du sujet. Le texte peut contenir des analyses inexactes ou inédites de sources primaires.
Pour l'améliorer, ajoutez-en, ou placez des modèles {{Source secondaire souhaitée}} ou {{Source secondaire nécessaire}} sur les passages mal sourcés. (mai 2024)
Jacques Van Rillaer fait ses études de psychologie à l’université catholique de Louvain (1962-1967). Il se spécialise en psychologie clinique. En 1968, durant six mois, il est assistant au département de psychologie clinique de l’université Radboud de Nimègue (Pays-Bas), où il découvre les thérapies comportementales, plus particulièrement le traitement des phobies. La même année, il est nommé assistant chargé de cours aux facultés universitaires Saint-Louis (devenus l'université Saint-Louis - Bruxelles). En 1972, il soutient sa thèse de doctorat : L’agressivité dans la pensée freudienne, qui donne lieu à un livre publié en 1975. En 1974, il est nommé chargé de cours à temps plein à la faculté de médecine de l’université catholique de Louvain et chargé de cours extraordinaire à l’université Saint-Louis - Bruxelles.
En 1980, il est nommé professeur dans les deux universités. Il devient ensuite professeur émérite.

### De la psychanalyse à la psychologie scientifique
Cette section ne s'appuie pas, ou pas assez, sur des sources secondaires ou tertiaires indépendantes du sujet. Le texte peut contenir des analyses inexactes ou inédites de sources primaires.
Pour l'améliorer, ajoutez-en, ou placez des modèles {{Source secondaire souhaitée}} ou {{Source secondaire nécessaire}} sur les passages mal sourcés. (mai 2024)
Jacques Van Rillaer travaille un an comme psychologue praticien au Centre consultatif pour les études et cinq ans au Centre de psychologie clinique du professeur Jacques Schotte. Il est membre de l’École belge de psychanalyse de 1965 à 1979. Il effectue son analyse didactique de 1965 à 1969. Il pratique la psychothérapie d’orientation freudienne de 1969 jusqu'au moment de sa démission de l’École belge de psychanalyse en novembre 1979.
De 1979 à 1983, sa pratique de la psychothérapie est largement inspirée des conceptions développées par Carl Rogers.
De 1983 à 1986, il se forme aux thérapies cognitivo-comportementales (TCC) à l’Association flamande de thérapie comportementale. Parallèlement, il entame une pratique de comportementaliste, en se spécialisant dans le traitement des troubles anxieux.

## Critique de Freud et de la psychanalyse
Selon Marie-Christine Granjon, Jacques Van Rillaer « se présente lui-même comme un psychanalyste défroqué passé dans le camp de la psychologie scientifique, procédant par hypothèses vérifiables ». Sans se contenter « de critiquer Freud et ses disciples (divisés entre eux) », il propose comme « alternative à la psychanalyse : la psychologie “scientifique” qui intégrera les hypothèses les plus valables du freudisme (importance de la sexualité, inconscience de nos motivations...) ». Dans sa critique de son ouvrage Les illusions de la psychanalyse, Jean-Dominique Robert salue un travail qui « démystifie avec raison certaines présentations vulgarisatrices de l'analyse », bien qu'il estime l'ouvrage trop polémique. Francès Robert décrit quant à lui un « remarquable ouvrage », constituant « une étude et une mise au point très rigoureuse et documentée ». En 2022, à propos de son ouvrage Les désillusions de la psychanalyse, version révisée de Les Illusions de la psychanalyse, le psychologue Nicolas Gauvrit décrit un livre « nécessaire », en précisant que « Jacques Van Rillaer n’est pas en guerre contre les psychanalystes et reste nuancé dans sa critique ».
Au sujet de son ouvrage La Gestion de soi, Francès Robert décrit « un travail de psychologue aboutissant à définir des stratégies pour agir sur soi-même (celles qui ont fait leurs preuves) ». 
Jacques Van Rillaer est l'un des principaux auteurs du Livre noir de la psychanalyse (2005) ; une semaine après sa parution, il livre une analyse des arguments employés par Élisabeth Roudinesco pour attaquer cet ouvrage dans divers médias, concluant qu'elle manie la mauvaise foi et n'appuie pas ses arguments sur des références bibliographiques ; il fait aussi partie des rares auteurs qui ont pu exprimer dans la presse leur critique de l'ouvrage de Roudinesco Sigmund Freud en son temps et dans le nôtre, contribuant selon Éric Coulombe et Serge Larivée à montrer que cet ouvrage relève de « la démarche intellectuelle d’une croyante ».
Il fait partie des quatre psychanalystes déconvertis interviewés par Sophie Robert dans son reportage qualifiant la psychanalyse de pratique sectaire sans fondements scientifiques.
En 2020, lors de l'affaire Matzneff, il critique les propos de Françoise Dolto, qui a déclaré que les fillettes victimes d'inceste seraient consentantes dans son ouvrage L'enfant, le juge et la psychanalyste.

## Publications

### Comme auteur
- Les Illusions de la psychanalyse, Mardaga, 1980, 4e éd, 1996  (ISBN 2870091281).
- La Gestion de soi, Mardaga, 1992, 4e éd., 2000  (ISBN 2870095163).
- Les Thérapies comportementales, Bernet-Danilo, coll. « Essentialis », 1995  (ISBN 2909509583).
- Les Colères, Bernet-Danilo, 1999  (ISBN 2912663253).
- Psychologie de la vie quotidienne, Odile Jacob, 2003  (ISBN 2738113451).
- La nouvelle gestion de soi : ce qu'il faut faire pour vivre mieux, Mardaga, 2012.
- J. Van Rillaer, « La psychanalyse freudienne : science ou pseudoscience ? », Pratique neurologique - FMC, vol. 3, no 4,‎ décembre 2012, p. 348–353 (DOI 10.1016/j.praneu.2012.09.001, lire en ligne, consulté le 10 décembre 2016).
- Freud & Lacan, des charlatans ? Faits et légendes de la psychanalyse, Mardaga, 2019  (ISBN 978-2804707828).
- Les désillusions de la psychanalyse, Mardaga, 2021  (ISBN 9782804709914) DOI : 10.3917/mard.vanr.2021.01.  [lire en ligne]

### Comme co-auteur
- Les Psychanalyses, des mythologies du XXe siècle ?, avec Nicolas Gauvrit, book-e-book, 2010  (ISBN 978-2915312195).

### Contribution d'ouvrage
- (Collectif), Le Livre noir de la psychanalyse, Les Arènes, 2005  (ISBN 2912485886).